# ГЕС Huánghuāzhài
ГЕС Huánghuāzhài (黄花寨水电站) — гідроелектростанція на півдні Китаю у провінції Ґуйчжоу. Входить до складу каскаду на річці Gejiang, правій притоці Mengjiang, котра в свою чергу є лівим допливом Hongshui (разом з Qian, Xun та Сі утворює основну течію річкової системи Сіцзян, котра завершується в затоці Південно-Китайського моря між Гуанчжоу та Гонконгом).
У межах проекту річку перекрили бетонною арковою греблею висотою 110 метрів, довжиною 253 метри та товщиною від 6 (по гребеню) до 26 (по основі) метрів. Вона утримує водосховище з об'ємом 174,8 млн м3 (корисний об'єм 94,9 млн м3) та припустимим коливанням рівня поверхні в операційному режимі позначками 770 та 795,5 метра НРМ (під час повені до 798,5 метра НРМ).
Зі сховища через тунель довжиною 0,19 км з діаметром 5,4 метра ресурс подається до розташованого на лівобережжі наземного машинного залу. Тут встановлено дві турбіни типу Френсіс потужністю по 30 МВт, які забезпечують виробництво 222 млн кВт-год електроенергії на рік.